# Renwick (Iowa)
Renwick és una població dels Estats Units a l'estat d'Iowa. Segons el cens del 2000 tenia 306 habitants.

## Demografia
Segons el cens del 2000, Renwick tenia 306 habitants, 135 habitatges, i 76 famílies. La densitat de població era de 119,3 habitants/km².
Dels 135 habitatges en un 29,6% hi vivien nens de menys de 18 anys, en un 53,3% hi vivien parelles casades, en un 2,2% dones solteres, i en un 43% no eren unitats familiars. En el 37% dels habitatges hi vivien persones soles el 18,5% de les quals corresponia a persones de 65 anys o més que vivien soles. El nombre mitjà de persones vivint en cada habitatge era de 2,27 i el nombre mitjà de persones que vivien en cada família era de 3,04.
Per edats la població es repartia de la següent manera: un 23,9% tenia menys de 18 anys, un 7,8% entre 18 i 24, un 28,4% entre 25 i 44, un 19,9% de 45 a 60 i un 19,9% 65 anys o més.
L'edat mediana era de 40 anys. Per cada 100 dones de 18 o més anys hi havia 92,6 homes.
La renda mediana per habitatge era de 33.333 $ i la renda mediana per família de 38.750 $. Els homes tenien una renda mediana de 27.344 $ mentre que les dones 18.333 $. La renda per capita de la població era de 18.609 $. Entorn del 5,8% de les famílies i el 7,5% de la població estaven per davall del llindar de pobresa.

## Poblacions més properes
El següent diagrama mostra les poblacions més properes.